# Ariel Grana
Ariel Damian Grana (Capital Federal, 19 gennaio 1976) è un ex calciatore argentino, di ruolo difensore.

## Carriera
Ha giocato nella massima serie dei campionati argentino, belga, greco, portoghese e brasiliano, per poi concludere la carriera nelle serie minori italiane.

## Palmarès

### Club

#### Competizioni statali
- Campionato Paranaense: 1

Atletico Paranaense: 2002